# 시유 (보컬로이드)

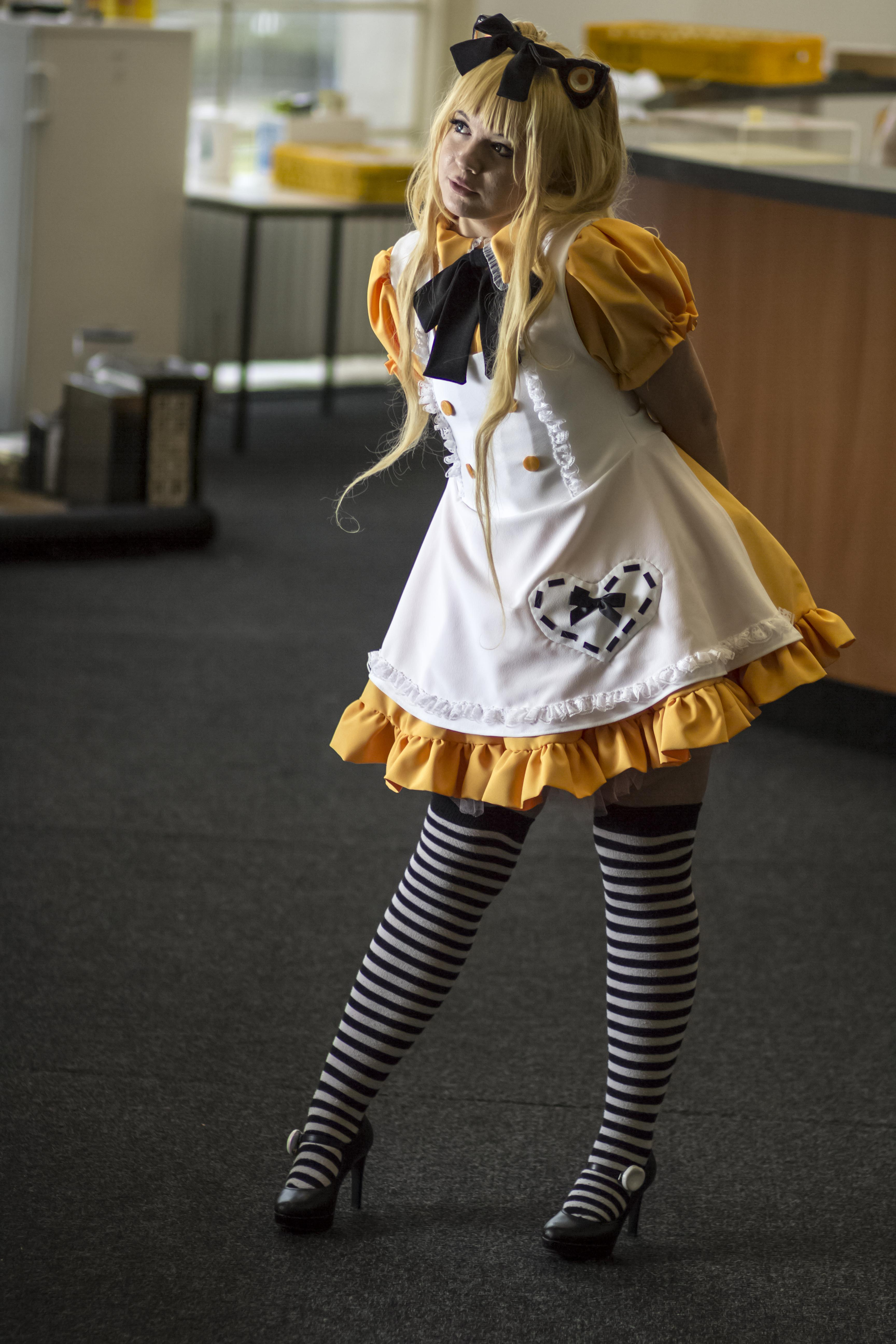
캐릭터로 변장한 호주의 10대 (2020년)

시유(SeeU)는 SBS A&T에서 제작한 야마하의 보컬 음성합성 소프트웨어 VOCALOID3를 기반으로 한 소프트웨어 및 소프트웨어의 캐릭터를 가리킨다. 보컬로이드3 제품이고, 최초의 한국어 보컬로이드이다.

## 개요
SBS A&T 소프트웨어 VOCALOID SV 시리즈의 제1탄으로 야마하의 음성 합성 엔진 VOCALOID3를 채용하여 제작되었다. 한국어와 일본어 두 개의 언어로 지원된다. 한국어 라이브러리에서 간단한 영어도 가능하다고 한다. 목소리 데이터베이스는 “다희”(여성 그룹 GLAM)의 목소리를 채용했다. 캐릭터 디자인은 2011년 8월 30일에 처음으로 공개되었으며, 일러스트는 유명 일러스트레이터 “꾸엠(KKUEM)”이 담당했다.
일본어 라이브러리는 발음이 그나마 괜찮았으며 귀엽다는 평가를 받았다.
( 사실 일본어 역시 모음 발성을 위해 자음 발성을 완전히 죽여림에도 불구하고 일부 억양에서 한국어의 느낌이 심하게 나타나게 되었다.)
( 대표적으로 일본어 라이브러리로 루(る) 라는 글자를 발음 시키면 알 수 있는데 귀엽게 한다는 컨셉 + 한국인에게 부자연스러운 일본의 u 발음을 강제로 한 덕분에 루의 발음이 GEN (성별 전환)을 사용해 보정해야 할 정도였다. )
한국어 라이브러리의 경우는 최초 한국어 VOCALOID인지 발음이 부자연스러워서 비판이 많았다.
( 특히 종성 발성이 심각하였으며 한국어를 한국어로 조교하면 안 되는 현상까지 발생하였다. (예 : '가'는 '카' 또는 '까'라고 해야 '가'라고 들릴 정도))
( 한국어 라이브러리는 일부 특수발음을 할 수 있게 되어있는데 이렇게 나오는 영어 발음이 한국어 발음 보다 좋아서 본국 보컬로이드가 없는 외국인 일부가 시유를 사용해 커버를 하는 경우도 있었다. )
또한 대한민국에서는 DTM 매니아들이 일본에 비해 모자랐기 때문인지 한국에서의 판매량은 저조했다.
시유가 SBS의《인기가요》에 등장한 적이 있었으나, 호불호의 차이가 심한 편이다.
2014년 9월 2일에 시유의 성우인 다희가 이지연과 함께 이병헌을 협박한 혐의로 경찰에 체포되었다. 2015년 1월 15일에는 다희와 이지연에게 이병헌을 공갈 협박한 혐의에 대하여 징역 1년이 선고되었다. 이로 인해 개발 예정이였던 시유 개선판 (가칭 "시유 어펜드")의 개발도 취소되었다.

## 노래

### 한국어 데모 곡
1. RUN
2. 죽어도 못 보내 (Remix)[5]
3. Shining Star
4. I=Fantasy
5. 우산

### 한국어 오리지널 곡
1. 각개전투
2. 홍시송
3. 숨바꼭질
4. 장산범
5. 어둑시니 (with. 유니)
6. 베드엔딩 인 할로윈 (with. 유니)
7. 국회
8. Good Bye
9. 앞으로도 잘 부탁해
10. 혼돈악의 절대악
11. I'm not a hero
12. 윤회 (with. 유니)
13. 둔갑 (with. 유니)
14. 매구
15. 정말 싫어하는 너에게
16. 압생트
17. 판타스마고리아(with. 유니)
18. 피크 담(with. 유니)

### 일본어 데모 곡
1. 소원을 담아서(일본어: 願いを込めて 네가이오 코메테[*])
2. 내일을 향해(일본어: 明日を向いて 아시타오 무이테[*])
3. Mission (일본어 버전)
4. 시미유쿠 (with 하츠네 미쿠 )

## 같이 보기
- VOCALOID
- 글램
- SBS A&T
- 유니 (보컬로이드)